# الفراشيش

الفراشيش هي قبيلة تونسية أمازيغية الأصل لعبت دورا تاريخيا هاما في منطقة السباسب.

## تاريخيا
امتدت كنفدراليّة الفراشيش تاريخيا من تالة والقصرين حتى سواحل سوسة وصفاقس وقد نشأت على يدي القائد الأمازيغي أنطلاس وكانت عاصمتها تالة ثم تفرعت إلا عروش أصغر حجماً. بعض المصادر التاريخية تشير إلى حضورها في منطقة القصرين منذ العصر الروماني.

## البايات والحماية الفرنسية
اشتهرت الفراشيش في بعض فترات تاريخها بمقاومتها لحكم البايات فثارت عليهم أكثر من مرة كما قامت عام 1906 بحركة مسلحة ضد نظام الحماية الفرنسية.

## حاليا
يرجع جزء كبير من أصول سكان مدينة القصرين إلى الفراشيش، إلى جانب قبيلتي ماجر وأولاد تليل. من أكبر أفخاذالقبيلة أولاد زبد والقصارنية وهما أول من قطن بمنطقة القصرين. بالنسبة لبقية الأفخاذ ومنهم بنو وزّاز الذين ينقسمون إلى الأفيال والحنادرة والفرضة أولاد ناجي وأولاد محمد وأولاد غيدة فقد كانو منتشرين على التخوم المجاورة لجبل الشعانبي وأيضا السلوم وأولاد البداي المنتشرين في بنماقطة.
يكنى فريق المستقبل الرياضي بالقصرين باسم الفراشيش ويحمل عديد التونسيين إلى اليوم لقب «الفرشيشي».